# Patricia Dane
Patricia Dane, nata Thelma Patricia Pippins (4 agosto 1917 – Blountstown, 5 giugno 1995), è stata un'attrice statunitense.

## Filmografia parziale
- La vita comincia per Andy Hardy (Life Begins for Andy Hardy), regia di George B. Seitz (1941)
- Sorvegliato speciale (Johnny Eager), regia di Mervyn LeRoy (1941)
- Rio Rita, regia di S. Sylvan Simon (1942)
- Incontro a Bataan (Somewhere I'll Find You), regia di Wesley Ruggles (1942)
- Grand Central Murder, regia di S. Sylvan Simon (1942)
- Il signore in marsina (I Dood It), regia di Vincente Minnelli (1943)
- Luna park (Are You with It?), regia di Jack Hively (1948)
- Il colosso d'argilla (The Harder They Fall), regia di Mark Robson (1956) - non accreditata